# Fisolo
Fisolo är en liten obebodd ö som ligger i Venediglagunen, cirka 9 kilometer sydväst om Venedig. Den upptar en yta på 0,476 hektar. Ön användes fram till andra världskrigets slut för militära ändamål, tack vare sitt strategiska läge. På Fisolo fanns några bunkrar och tidigare har man även förvarat krigsutrustning där.
Numera är ön privat ägd, och man har lagt stenblock längs med hela öns omkrets för att skydda den från erosion. År 2016 drabbades Fisolo av en gräsbrand.